# Dela Jožeta Plečnika v Ljubljani – urbano oblikovanje po meri človeka
Dela Jožeta Plečnika v Ljubljani – urbano oblikovanje po meri človeka je izbor del slovenskega arhitekta Jožeta Plečnika v Ljubljani, Slovenija, ki jih je Odbor za svetovno dediščino na svojem 44. zasedanju, ki se je začelo 16. julija 2021 na Kitajskem v Fudžouju, sledeč priporočilu Mednarodnega sveta za spomenike in spomeniška območja (ICOMOS), dne 28. julija 2021 vpisal na seznam svetovne dediščine.
Izbor del, vpisanih na seznam, obsega sedem sestavnih delov: vodno os mesta (nabrežja Ljubljanice s Plečnikovo tržnico in  mostovi od Trnovskega pristana do Zapornice) ter Trnovski most, kopensko os (Vegova ulica z Narodno in univerzitetno knjižnico, Kongresni trg s parkom Zvezda), ureditev arheološkega parka (Rimski zid), kompleks mesta mrtvih (Plečnikove Žale – Vrt vseh svetih) ter cerkvi v ruralnem (sv. Mihaela v Črni vasi) in delavskem predmestju (sv. Frančiška Asiškega v Šiški). Vsa dela zaznamuje prepoznaven arhitekturni jezik, odkrivanje konteksta mesta, raznolikost pomenov in funkcij, ekonomičnost posegov ter predvsem ustvarjanje po meri človeka. Torej v skladu z osebno, globoko humano vizijo arhitekta, ki je preoblikoval nekdanje provincialno mesto habsburškega imperija v simbolno narodno prestolnico Slovenije.

## Zgodovina
Začetki konkretnih prizadevanj za vpis izbora Plečnikovih del na seznam svetovne dediščine segajo pred leto 2011, ko sta kulturni ministrstvi Češke in Slovenije pričeli uradno pripravljati skupno nominacijo, kjer je bila poleg objektov v Ljubljani vključena še znamenita Plečnikova cerkev srca Jezusovega v praškem okrožju Vinohradi (vidnejše Plečnikovo delo v Pragi je še ureditev praškega gradu in vrtov ob njem. Območje Hradčanov je že bilo na seznamu v sklopu zgodovinskega jedra Prage). Nominacija pod imenom Brezčasna humanistična arhitektura Jožeta Plečnika v Ljubljani in Pragi je bila vložena leta 2015 in vpisana na poskusni seznam. Vendar pa so leta 2017 projekt spremenili. Upoštevali so nasvete strokovnjakov ICOMOS, ki so ocenjevali predlog na poskusni listi.
Samostojno nominacijo Slovenije je pod vodstvom Ministrstva za kulturo in v koordinaciji Muzeja za arhitekturo in oblikovanje pripravila delovna skupina strokovnjakov, ki so jo sestavljali še predstavniki Zavoda za varstvo kulturne dediščine Slovenije, Muzeja in galerij mesta Ljubljane, Mestne občine Ljubljane in drugi. Pri pripravi so pomembno sodelovali tudi lastniki in upravljavci vpisanih Plečnikovih del.
Delovno skupino strokovnjakov za pripravo nominacijskega dosjeja »Dela Jožeta Plečnika v Ljubljani – urbano oblikovanje po meri človeka« je vodila Špela Spanžel z Ministrstva za kulturo, koordiniral Tomaž Štoka iz Muzeja za arhitekturo in oblikovanje. V njej so med 2013 in 2020 sodelovali še Nataša Jurgec Gurnick in Gojko Zupan (Ministrstvo za kulturo), Špela Karo, Mateja Kavčič, Darja Pergovnik, Irena Potočnik in Irena Vesel (Zavod za varstvo kulturne dediščine Slovenije), Sonja Ifko in Marko Stokin (ICOMOS Slovenija), Metka Štrajhar (Mestna občina Ljubljana), Ana Porok (Muzej in galerije mesta Ljubljana), Natalija Lapajne in Bogo Zupančič (Muzej za arhitekturo in oblikovanje) in zunanji strokovnjaki Andrej Hrausky, Lena Jevnik ter Meta Štular.
Nominacijski dosje je pripravil uredniški odbor, ki so ga sestavljali Špela Karo, Mateja Kavčič, Špela Spanžel, Tomaž Štoka in Bogo Zupančič. Poleg tega je uredniški odbor pripravil tudi dodatne informacije v sklopu uradnega evalvacijskega postopka v letih 2020 in 2021.
Vse nominirane komponente so bile razglašene za kulturne spomenike v skladu z Odlokom, ki opredeljuje dela arhitekta Jožeta Plečnika v Ljubljani kot kulturni spomenik državnega pomena (Uradni list RS, 51/09 z dne 3. julija 2009), vsaka komponenta pa ima posebej prijavljeno in posebej določeno varovalno območje. Ta odlok je bil dopolnjen z naknadnimi popravki, ki podrobneje opisujejo spremembe pri dodelitvi zemljišč in lastništvu, ter zaradi ustreznega varovanja predvidel natančno določitev in zaščito varovalnih pasov na ravni kulturnega spomenika državnega pomena. Natančni popravki so bili objavljeni v Odlokih o spremembah in dopolnitvah Odloka o imenovanju dela arhitekta Jožeta Plečnika v Ljubljani kot kulturni spomenik državnega pomena (Uradni list RS, št. Republika Slovenija, št. 88/14 z dne 8. decembra 2014, št. 19/16 z dne 11. marca 2016 in št. 76/17 z dne 22. decembra 2017, št. 17/18 z dne 16. marca 2018 ter maja 2021). Pred tem so sprejeli še odloke, ki obravnavajo posamezne kulturne spomenike, ki jih je dodatno oblikoval Plečnik: Odlok o razglasitvi Cerkve Trojice v Ljubljani kot kulturni spomenik državnega pomena (Uradni list RS, št. 85/08) in Odlok o razglasitvi palače filharmonične družbe v Ljubljani kot kulturni spomenik državnega pomena (Uradni list RS, št. 112/08), podobno tudi Frančiškansko cerkev v Ljubljani in Stolnico sv. Nikolaja.

## Utemeljitev
Izbrane stavbe, kompleksi in prostorske ureditve ustrezajo kriteriju izjemen primer tipa stavbe, arhitekturne ali tehnološke celote ali krajine, ki ilustrira pomembno stopnjo v človeški zgodovini. Izpolnjujejo tudi zahteve po avtentičnosti in integriteti ter imajo urejeno pravno varstvo in upravljavski sistem. Vse troje predstavlja stebre koncepta tako imenovane izjemne univerzalne vrednosti, ki je utemeljena v svetovnem merilu.
Delo, ki ga je Jože Plečnik med prvo in drugo svetovno vojno opravljal v Ljubljani, je primer urbanega oblikovanja, osredotočenega na človeka, ki je po razpadu Avstro-Ogrske, ko se je iz deželnega mesta spremenila identiteta mesta v simbolno prestolnico prebivalcev Slovenije. Arhitekt Jože Plečnik je k tej preobrazbi prispeval s svojo osebno, globoko človeško vizijo mesta, ki temelji na arhitekturnem dialogu s starejšim mestom, hkrati pa služi potrebam nastajajoče sodobne družbe druge polovice 20. stoletja. Celoto sestavlja vrsta javnih prostorov (trgi, parki, ulice, sprehajalne poti, mostovi) in javnih ustanov (narodna knjižnica, cerkve, tržnice, pogrebni kompleks), ki so bile občutljivo vključene v že obstoječi mestni, naravni in kulturni kontekst in prispevajo k novi identiteti mesta. Ta zelo kontekstualni in human urbanistični pristop ter Plečnikov značilen arhitekturni idiom ločujejo od drugih prevladujočih modernističnih načel svojega časa. Gre za izjemen primer ustvarjanja javnih prostorov, stavb in zelenih površin po viziji enega samega arhitekta v omejenem času, omejenem prostoru obstoječega mesta in z razmeroma omejenimi sredstvi.

### Kriteriji
(vir: Iz dokumenta obrazložitve izbora [1643-2384-Executive Summary-en.pdf])
(iv) je izjemen primer stavbnega tipa, arhitekturnega ali tehnološkega sestava ali krajine, ki pojasnjuje pomembno/e stopnjo/e v človeški zgodovini
Javni prostor Ljubljane, ki ga je v Ljubljani ustvaril arhitekt Jože Plečnik v kratkem obdobju med obema vojnama je primer prenovljenega urbanega prostora. Temelji na harmoničnem odnosu s kontekstom prostora in njene naravne možnosti. Mesto ni zgrajeno na novo, ampak je izboljšano z manjšimi obsežnimi posegi-novimi arhitekturnimi sklopi, zgradbami in mestnimi poudarki. Odnos s preteklostjo se vzpostavlja na različne načine, od prilagajanja mestnega omrežja in vključevanja obstoječih struktur skozi arhitekturni spomin in z ustanovitvijo novih vedut. Nov urbani prostor ni omejen na posebno uporabo, ampak ima različne funkcije in celota je tako prežeta z novimi pomeni. Ob upoštevanju osebnih izkušenj, uporabnike pritegne, da se povežejo in identificirajo z mestom. Inovativne rešitve zaposleni ob upoštevanju ekonomične uporabe materialov in spoštljivega odnosa do prostora izkazujejo etičen odnos do okolja, ki zdrži še danes.
V predlogu je bil obravnavan tudi kriterij (i) predstavljati mojstrovino človeškega ustvarjalnega genija, ki v končni različici ni bil potrjen.